# 腓力一世 (法兰西)
腓力一世（法语：Philippe Ier；1052年5月23日—1108年7月29日），绰号多情者，是法兰西王国卡佩王朝国王，1060年－1108年在位。他的在位時間和大部份的卡佩王朝早期君主一樣，特別長時間。腓力一世開始從父親亨利一世統治時期的低谷中小幅度復甦，並將韋克桑地區和布爾日子爵領地納入皇家領地。

## 早年
腓力一世於約1052年在香檳和楓丹出生，是法蘭西國王亨利一世和基辅大公雅罗斯拉夫一世·弗拉基米罗维奇的女儿基辅的安娜的長子。他的名字腓力（源于希腊语的名字Φίλιππος，意为“爱马者”）在当时的西欧是相当少见的，由他的羅斯母亲所起。
1059年5月，七岁的腓力在兰斯被加冕为法兰克人的国王，当时他的父亲亨利一世还在世。在前王未去世前即为王储加冕，是卡佩王朝初期的常见做法，以确保王位不失。亨利也任命他的妹夫佛蘭德伯爵博杜安五世為王國攝政王，1060年亨利去世後，博杜安五世將與安娜共同攝政位直到1066年。儘管腓力一世年紀輕輕，但他仍憑自己的權利進行統治，在王室文件上蓋上自己的印章，並陪同博杜安五世對佛蘭德伯國進行多次政治訪問。這種密切的聯繫使博杜安五世能夠維持國王和他的封臣之間的和平關係。 腓力一世十四歲時被博杜安五世的兒子好人博杜安封為爵士。

## 统治
在佛蘭德伯國的博杜安六世逝世後，其弟羅貝爾一世佔領佛蘭德伯國。博杜安六世的遺孀里齊爾德勒向腓力一世請求援助，腓力一世在1071年的卡塞爾戰役中被羅貝爾一世擊敗
。

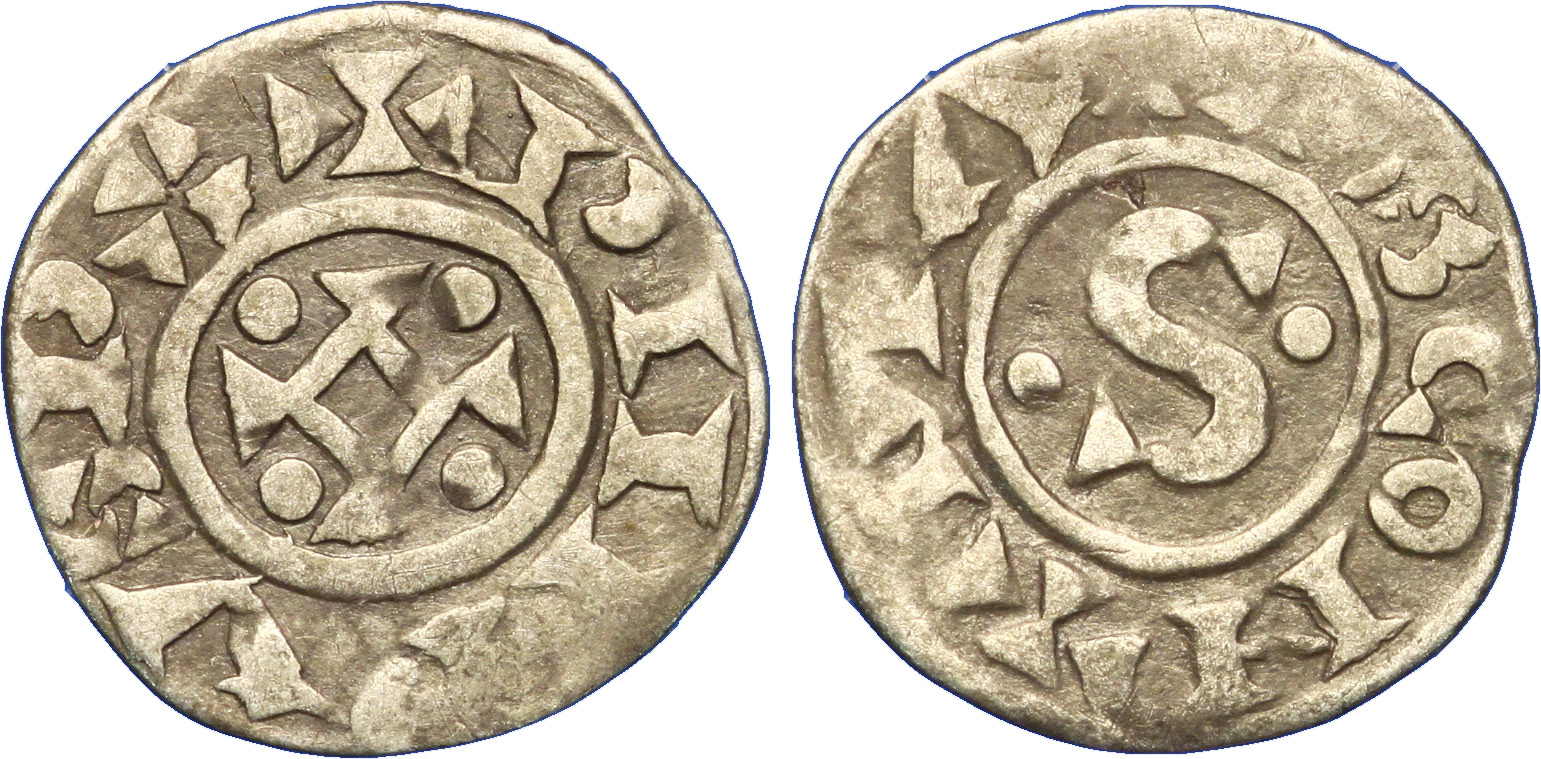
腓力一世時期的銀幣

1060年，腓力一世任命歐貝里為首任法蘭西王室統帥。腓力一世統治時期的大部分時間，和他父親一樣，都花在鎮壓那些渴求權力的封臣的叛亂上。1077年，腓力一世召集了一支大軍來救援多爾-布列塔尼並阻止英格蘭國王征服者威廉吞併布列塔尼公國，後者被迫投降並與腓力一世缔结和約。1082年，腓利一世吞併韋克桑，擴大了自己的領地 ，以報復羅伯特·柯索斯對威廉的繼承人威廉·魯夫斯的攻擊。然後在1100年，他控制了布爾日。腓力一世透過合併聖但尼和科维修道院擴大了皇家領地。
第一次十字軍東征就是在前面提到的克萊蒙會議上發起的。由於與烏爾班二世的衝突，腓力一世一開始並不親自支持，教皇亦不准腓力一世參加十字軍東征，更在會議中肯定對腓力一世處以破門律。然而，腓力一世的弟弟韋爾芒杜瓦公爵于格是主要參與者。

## 晚年
1106年，他將女兒康斯坦絲嫁給安條克親王博希蒙德一世。婚禮在沙特爾舉行盛大的慶祝活動。1107年，教宗帕斯卡爾二世在聖但尼會見腓力一世和其長子路易（即是未來的國王路易六世），鞏固了法蘭西王國和教宗之間長達一個世紀的聯盟，反對神聖羅馬帝國。
腓力一世于1108年7月29去世于默伦。並根據他的要求安葬在盧瓦爾河畔聖-貝諾瓦-瑟爾-盧瓦雷修道院，而非與他的父祖羅貝爾二世和亨利一世一同葬在聖但尼修道院。腓力一世的兒子路易六世繼承王位。

## 家庭
1072年，腓力一世與荷蘭的貝兒塔結婚，儘管這場婚姻誕下必要的繼承人路易六世，腓力一世還是愛上安茹伯爵富爾克四世的妻子蒙福爾的貝特蕾德。腓力一世以聲稱貝兒塔太胖拋棄了她，並於1092年5月15日與貝特蕾德結婚。1094年，在奧坦會議之後，他首次被教宗代表休·迪伊逐出教會；在長時間的沉默之後，教宗烏爾班二世於1095年11月在克萊蒙會議上重申逐他出教會的決定。腓力一世曾多次承諾與貝特蕾德分手，以令禁令多次解除，但他最終總是回到貝特蕾德身邊。1101年，烏爾班二世在普瓦捷重申這一判決，儘管阿基坦公爵威廉九世提出抗議，威廉九世帶著他的騎士進入教堂，以防止他的宗主在自己的土地上被逐出教會。1104年公開懺悔後，腓力一世獲得了赦免，並與教會和解，並且一定保持與貝特蕾德的謹慎交往。在國內，國王遭到著名法學家沙特爾主教伊沃反對。
1072年，腓力一世與荷蘭的貝兒塔結婚，兩人共有4子1女：
1. 康斯坦絲（英语：Constance of France, Princess of Antioch）（1078年—1126年）
2. 路易六世（1081年—1137年）
3. 亨利（1083年—1089年），夭折
4. 查理（1085年—1091年），夭折
5. 厄德（1087年—1094年），夭折

1092年，腓力一世與蒙福爾的貝特蕾德結婚，兩人共有2子1女：
1. 菲利普（1092年—1133年）
2. 弗勒里（1094年—1119年）
3. 塞西莉（英语：Cecile of France）（1097年—1145年）